# باول لويس (لاعب هوكي الحقل)
باول لويس (بالإنجليزية: Paul Lewis)‏ هو لاعب هوكي الحقل أسترالي، ولد في 1 نوفمبر 1966 في أديلايد في أستراليا.

## وصلات خارجية
- بول لويس على موقع أوليمبيديا (الإنجليزية)